# Paul von Schoenaich

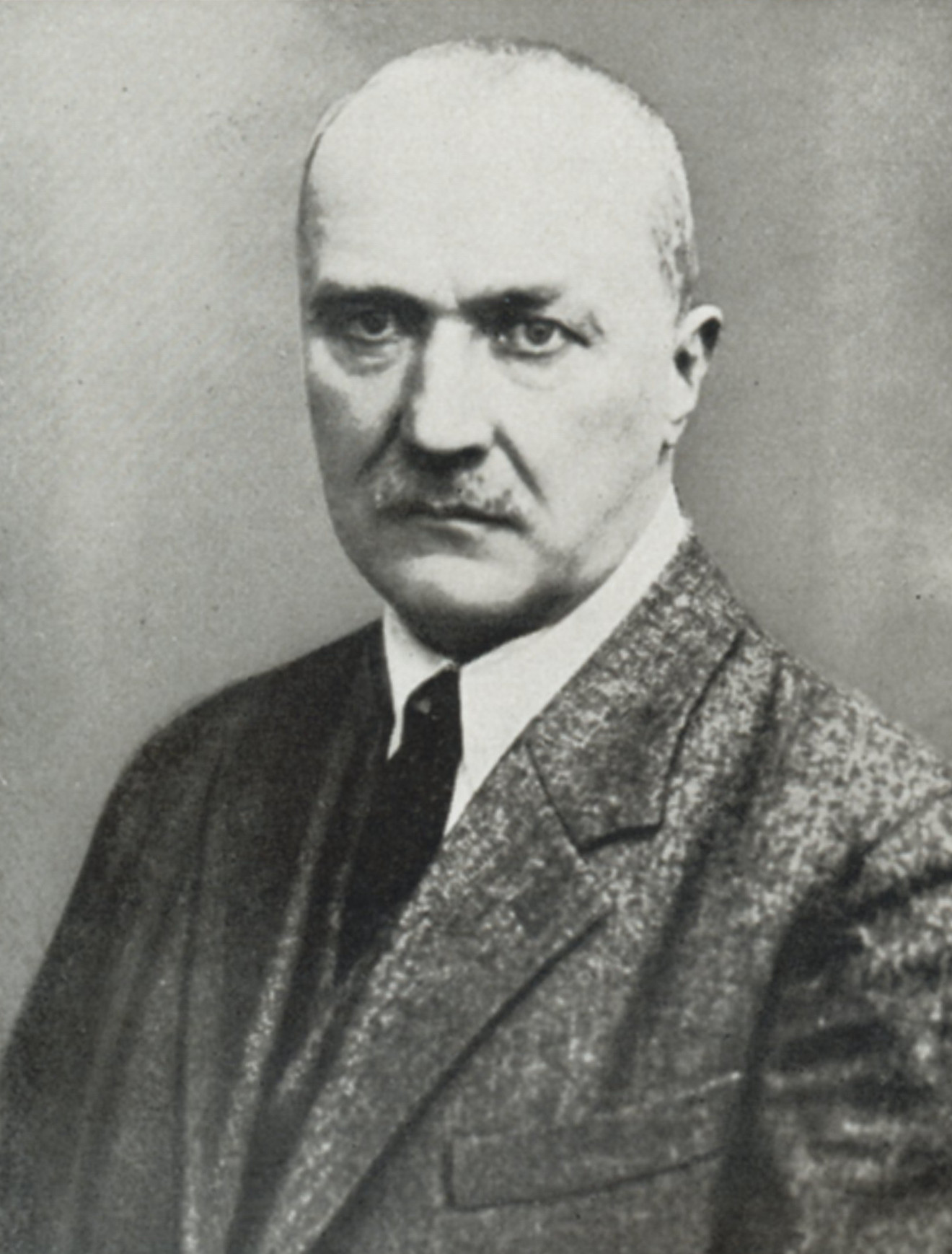
Paul von Schoenaich, um 1931

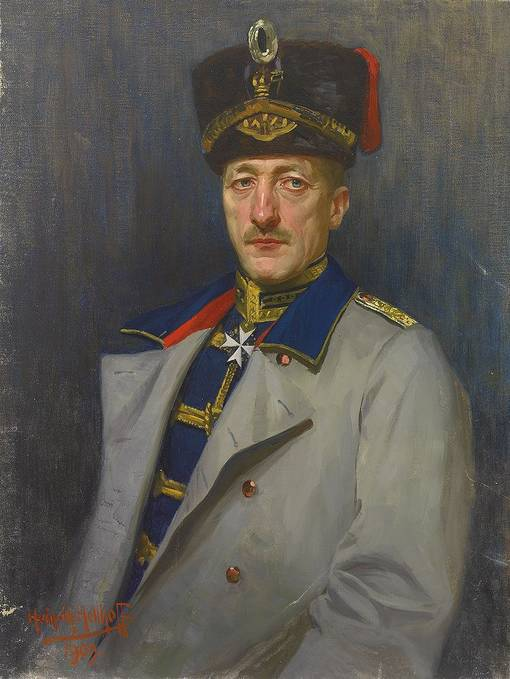
Paul Freiherr von Schoenaich 1909, gemalt von Heinrich Hellhoff

Paul Eugen Freiherr von Hoverbeck genannt von Schoenaich (Pseudonym: Eugen Hover; * 16. Februar 1866 in Klein Tromnau; † 7. Januar 1954 in Reinfeld) war ein deutscher Generalmajor der Reichswehr, der später als Politiker, Publizist und Pazifist wirkte. Er war unter anderem Präsident der Deutschen Friedensgesellschaft (DFG).

## Leben
Schoenaich wurde als sechstes und jüngstes Kind seiner Eltern in Westpreußen geboren. Sein liberal gesinnter Vater, Eduard Freiherr von Hoverbeck genannt von Schoenaich, starb, als er vierzehn Jahre alt war. Fünf Jahre später starb seine streng-religiöse Mutter, eine geborene Freiin von Buddenbrock. Sein älterer Bruder war Andreas von Schoenaich.
Er besuchte ab 1879 ein Kadettenhaus in Kulm und diente 1883 bis 1887 in der Kaiserlichen Marine (u. a. auf der Oldenburg, zuletzt als Leutnant zur See). Schoenaich trat dann in die Preußische Armee über und war von 1887 bis 1907 beim 2. Garde-Dragoner-Regiment in Berlin stationiert. In seiner Freizeit besuchte er Vorlesungen an der Friedrich-Wilhelms-Universität Berlin, unter anderem im Fach Volkswirtschaftslehre, wo er bei den Hochschullehrern Adolph Wagner und Karl Oldenberg hörte. Danach war er als Kavalleriereferent im Kriegsministerium tätig. Ab 1913 war er Oberstleutnant und Kommandeur des Husaren-Regiments „Königin Wilhelmina der Niederlande“ (Hannoversches) Nr. 15 in Wandsbek. Im Ersten Weltkrieg kommandierte Schoenaich zunächst das Kurmärkische Dragoner-Regiment Nr. 14 in Frankreich und dann in Polen. Ab Sommer 1915 war Schoenaich wieder im Kriegsministerium tätig. Seine Leistungen wurden durch die Verleihung beider Klassen des Eisernen Kreuzes und des Offizierkreuzes des Bayerischen Militärverdienstordens mit Schwertern gewürdigt.
1919 wurde er Kommandeur der Kavallerie in Berlin. Im April 1920 schied Schoenaich aufgrund eines Konflikts mit General Walther von Lüttwitz auf dessen Betreiben als Generalmajor aus der Reichswehr aus und zog sich auf sein Gut nach Reinfeld zurück.
Er gehörte in den Jahren 1918 bis 1928 der Deutschen Demokratischen Partei (DDP) an. 1924 kandidierte er im Wahlkreis Mecklenburg erfolglos für den Reichstag. Außerdem war er als Referent und Publizist tätig. 1922 wurde er Mitglied der Deutschen Friedensgesellschaft (DFG), deren Präsident er von 1929 bis 1933 und von 1946 bis 1951 war. Darüber hinaus war er Mitglied im Reichsbanner Schwarz-Rot-Gold, im Bund der Freunde der Sowjetunion, in der Deutschen Gesellschaft für Menschenrechte und im Freimaurerbund zur aufgehenden Sonne. Gemeinsam mit Bertrand Russell und Albert Einstein unterzeichnete er 1926 das „Manifest gegen die Wehrpflicht“. Gemeinsam mit Georg Ledebour, Erich Mühsam, Otto Lehmann-Rußbuild, Willy Münzenberg und weiteren war er im Vorstand der "Liga gegen koloniale Unterdrückung". Als er 1929 Präsident der DFG wurde, verstand er sich als überzeugter Pazifist. 1930 trat er der Radikaldemokratischen Partei (RDP) bei, einer Linksabspaltung der DDP. Er war prominenter Mitglied des Fysiokratischen Kampfbundes. Nach der nationalsozialistischen „Machtergreifung“ wurde er im März 1933 für zwei Monate verhaftet.
1945 gehörte Schoenaich kurzzeitig der CDU an. Seine Abwahl als DFG-Vorsitzender 1951 war Resultat von Differenzen innerhalb der DFG über die Haltung zur Volksbefragung gegen die Remilitarisierung und für einen Friedensvertrag, deren Hauptausschuss Schoenaich angehörte. Er wurde aber 1952 zum Ehrenvorsitzenden der DFG gewählt.
Er war Anhänger der Idee der Freiwirtschaft.

## Ehrungen
- Ehrendoktor (Dr. med. vet. h. c.), Tierärztliche Hochschule Berlin (1918)
- Ehrenurkunde des Deutschen Bundes für Bodenreform
- In Reinfeld (Holstein) wurde 1946, zu seinem 80. Geburtstag, die Hauptstraße nach von Schoenaich benannt.

## Veröffentlichungen

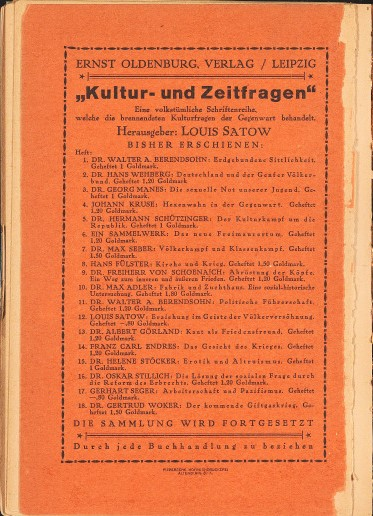
Abrüstung der Köpfe

- Der polnische Aufstand des Jahres 1863. 1904.
- General v. Rüchel in der Schlacht bei Jena. Eine Rekonstruktion und kritische Untersuchung. In: Militär-Wochenblatt, Beiheft 1, 1907, S. 459 ff.[6]
- 100 Prüfungsaufgaben zur Reserveoffizier-Aspiranten- und Reserveoffizierprüfung. 1905/06.
- Abrüstung der Köpfe. 1922.
- Vom vorigen zum nächsten Krieg. 1924, 2. Auflage, 1925.
- Lebende Bilder aus Sowjet-Rußland. 1925.
- Mein Damaskus. 1925.
- Palästina. 1926.
- Die Peitsche des August Schmidt. 1928.
- Zehn Jahre Kampf für Frieden und Recht. 1929 (Artikel 1918–1928).
- Mein Finale (mit dem geheimen Tagebuch 1933–1945). 1947.